# Fotemustine
Fotemustine là một tác nhân kiềm hóa nitrosourea được sử dụng trong điều trị u ác tính di căn. Nó có sẵn ở châu Âu nhưng chưa được FDA Hoa Kỳ chấp thuận. Một nghiên cứu  đã chỉ ra rằng fotemustine tạo ra tỷ lệ đáp ứng được cải thiện và nhưng không làm tăng tỷ lệ sống (hơn dacarbazine trong điều trị u ác tính ở da lan tỏa. Thời gian sống trung bình là 7,3 tháng với fotemustine so với 5,6 tháng với DTIC (P =.067). Cũng có tỷ lệ nhiễm độc tính ở cánh tay fotemustine. Độc tính chính là giảm bạch cầu trung tính độ 3 đến 4 (51% với fotemustine v 5% với DTIC) và giảm tiểu cầu (tương ứng 43% v 6%).